# Elecciones parlamentarias de Eslovaquia de 1998
Las elecciones parlamentarias de Eslovaquia fueron realizada entre el 25 y 26 de septiembre de 1998. Estas elecciones fueron consideradas un punto crucial en la historia de la Eslovaquia pos-comunista, ya que pusieron fin al gobierno de Vladimír Mečiar por lo tanto la primera transferencia de mando en el país desde su independencia.
En las elecciones de 1998, la coalición de gobierno liderada por el Movimiento por una Eslovaquia Democrática (HZDS) fue desafiada por cuatro partidos de oposición que abarcan casi todo el espectro político: la Coalición Democrática Eslovaca liderada por el Movimiento Democrático Cristiano (SDK) de derecha, el Partido del Entendimiento Civil de centro-izquierda (SOP), la Partido de la Comunidad Húngara de centro (SMK-MKP) y el Partido Comunista reformado en el Partido de la Izquierda Democrática (SDL). El debate durante la campaña que comenzó el 26 de agosto se centró principalmente en cuestiones económicas y la entrada del país en la Unión Europea y la OTAN.
Poco antes de las elecciones, en mayo, la Ley Electoral fue enmendada de varias maneras, especialmente en lo que respecta a las circunscripciones electorales y el umbral de voto necesario para obtener la representación del Consejo Nacional. Los 200 días de votación fueron monitoreados por unos 200 observadores de la Organización para la Seguridad y la Cooperación en Europa (OSCE), quienes declararon la votación libre y justa. Una alta participación dio una clara mayoría (93 de 150 escaños) a las fuerzas de la oposición, aunque el HZDS del primer ministro saliente Vladimir Meciar superó al SDK, liderado por el Mikulas Dzurinda, para mantener su posición parlamentaria líder. Como todos los partidos de oposición se negaron a formar un nuevo Gobierno con HZDS, el presidente del Parlamento (en ausencia de un presidente de la República, el puesto vacante desde marzo de 1998) invitó al Mikuláš Dzurinda a formar el nuevo Gobierno; lo hizo y, el 30 de octubre, fue nombrado primer ministro al frente de un gabinete de coalición de cuatro partidos (SDK, SDL, SMK, SOP).

## Resultados
| Partido                                                            | Votos     | %    | Escaños | +/–   |
| ------------------------------------------------------------------ | --------- | ---- | ------- | ----- |
| Partido Popular-Movimiento por una Eslovaquia Democrática          | 907 103   | 27.0 | 43      | –18   |
| Coalición Democrática                                              | 884 497   | 26.3 | 42      | –     |
| Partido de la Izquierda Democrática                                | 492 507   | 14.7 | 23      | –     |
| Partido de la Comunidad Húngara                                    | 306 623   | 9.1  | 15      | –2    |
| Partido Nacional Eslovaco                                          | 304 839   | 9.1  | 14      | +5    |
| Partido del Entendimiento Civil                                    | 269 343   | 8.0  | 13      | Nuevo |
| Partido Comunista                                                  | 94 015    | 2.8  | 0       | 0     |
| Unión de los Trabajadores                                          | 43 809    | 1.3  | 0       | –13   |
| Nuestra Eslovaquia                                                 | 16 192    | 0.5  | 0       | Nuevo |
| Partido Popular                                                    | 9 227     | 0.3  | 0       | Nuevo |
| Movimiento Popular Húngaro para la Reconciliación y la Prosperidad | 6 587     | 0.2  | 0       | Nuevo |
| Iniciativa Independiente                                           | 6 232     | 0.2  | 0       | Nuevo |
| Unidad Nacional                                                    | 4 688     | 0.1  | 0       | Nuevo |
| Partido Obrero Revolucionario                                      | 4 391     | 0.1  | 0       | Nuevo |
| Partido Laborista Unido                                            | 3 574     | 0.1  | 0       | Nuevo |
| Alternativa Nacional                                               | 3 034     | 0.1  | 0       | Nuevo |
| Movimiento de la Tercera Vía                                       | 2 515     | 0.1  | 0       | Nuevo |
| Votos en blanco/nulos                                              | 30 170    | –    | –       | –     |
| Total                                                              | 3 389 346 | 100  | 150     | 0     |
| Participación electoral                                            | 4 023 191 | 84.2 | –       | –     |
| Fuente: Nohlen & Stöver                                            |           |      |         |       |